# Mandaguaçu
Mandaguaçu là một đô thị thuộc bang Paraná, Brasil. Đô thị này có diện tích 294,01 km², dân số năm 2007 là 19058 người, mật độ 62,6 người/km².